# Urtė Andriukaitytė
Urtė Andriukaitytė (* 18. Dezember 1996 in Kaunas) ist eine litauische Beachvolleyball- und eine ehemalige Volleyballspielerin, die sowohl in der Halle als auch im Sand die litauische Meisterschaft gewann.

## Ausbildung
Von September 2005 bis Juni 2015 besuchte sie die STARTAS-Sportschule in Kaunas. Nach dem Abitur am Gymnasium in Kaunas absolvierte sie von September 2015 bis Juni 2019 ein Bachelorstudium der Politikwissenschaft und von September 2019 bis Januar 2021 ein Masterstudium Eastern European and Russian Studies an der Universität Vilnius in der litauischen Hauptstadt Vilnius sowie von September 2019 bis 2022 ein Masterstudium Business and Entrepreneurship an der Vytauto Didžiojo universitetas in Kaunas.

## Beruf
Von März 2020 bis Juni 2021 arbeitete sie befristet als Desinformation Analystin bei DebunkEU.org.
Von August 2022 bis Dezember 2022 war sie Trainee im Programm She Goes Tech bei Accenture.
Von 2022 bis Juli 2023 war sie Assistant Country Manager bei Sayara International.
Seit Juli 2023 arbeitet sie als Assistant Country Manager bei Integrity und seit September 2015 als Volleyball Coach in Vilnius.

## Karriere Halle
Nachdem sie 2013 mit der litauischen Jugendnationalmannschaft in der Qualifikation zur U18-Europameisterschaft gescheitert war, spielte Urtė Andriukaitytė in der Saison 2016/17 für den TK „Kaunas“-VDU als Angreiferin sowohl im Mittelblock als auch auf der Position diagonal zur Zuspielerin. Der Verein gewann mit ihr die Meisterschaft von Litauen und wurde im gleichen Jahr baltischer Vizemeister. Die Athletin wurde zudem als beste Mittelblockerin des Baltikums ausgezeichnet. Eine Spielzeit später wechselte sie zu Alytaus Prekyba Parama und wurde mit ihrem neuen Club Dritte in der litauischen Liga. Anschließend beendete sie ihre Hallenkarriere.

## Karriere Beach
Mit ihrer ersten Partnerin Simona Vaičiukynaitė erreichte Urte Andriukaitytė einige Achtungserfolge im Jugend- und Juniorenbereich. So gewannen die beiden Litauerinnen einen Jugend-Continental-Cup 2013, wurden Fünfte bei der U18-Europameisterschaft im gleichen Jahr und Neunte bei der U19-Weltmeisterschaft eine Spielzeit später. In den folgenden drei Jahren belegten Andriukaitytė und ihre neue Partnerin Irina Zobnina den neunten Platz bei der U20-EM 2015 und wurden jeweils Fünfte bei den U-22-Europameisterschaften 2016 und 2017. 2018 erreichten die beiden das Achtelfinale der EM im Snowvolleyball und in der gleichen Saison gewann die Sportlerin mit Vytenė Vitkauskaitė ihre erste Beachvolleyball-Meisterschaft ihres Heimatlandes. Jeweils eine Vizemeisterschaft im Sand mit der gleichen Partnerin 2019 und mit Monika Paulikienė 2021 vergrößerten die Medaillensammlung von Urtė Andriukaitytė.

## Auszeichnungen
- 2016 – beste Mittelblockerin in der baltischen Liga